# Tumeur de la trachée
 Mise en garde médicale
Une tumeur de la trachée est une tumeur des voies respiratoires intéressant la trachée. Il s'agit de tumeurs rares, avec 2 à 6 nouveaux cas pour 100 000 personnes chaque année,. Elles sont le plus souvent bénignes chez l'enfant et malignes chez l'adulte.

## Types histologiques

### Tumeurs primitives
Chez l'adulte, les tumeurs de la trachée sont malignes dans environ 90 % des cas. Parmi les cancers naissant de la trachée, le carcinome adénoïde kystique et le carcinome épidermoïde sont les plus fréquents,, constituant chacun environ un tiers des diagnostics. Les tumeurs malignes de la trachée font partie des cancers des voies aérodigestives supérieures.
Au contraire, chez l'enfant, les tumeurs de trachée sont plus souvent bénignes.

### Tumeurs secondaires
Des tumeurs de voisinage peuvent également infiltrer et envahir la trachée, notamment les cancers de l’œsophage et du poumon, mais aussi les adénopathies médiastinales.

## Signes cliniques
Le développement de la tumeur dans la lumière de la trachée entraîne une perte de calibre pouvant aller jusqu'à l'obstruction. La sténose trachéale se manifeste par un stridor ou un wheezing pouvant, en cas d'obstruction majeure, se compliquer d'asphyxie.
L'irritation de la muqueuse et son envahissement déclenchent des réflexes de toux, et l'ulcération muqueuse entraîne des expectorations de sang rouge d'abondance variable, allant des crachats striés de quelques filets de sang au saignement important. En fibroscopie, elles apparaissent comme un épaississement de la muqueuse, parfois bourgeonnante et ulcérée.
L'envahissement des structures adjacentes peut entraîner d'autres symptômes : dysphonie avec voix bitonale en cas d'envahissement du nerf laryngé récurrent et dysphagie en cas d'envahissement de l'œsophage.

## Diagnostic
La radiographie thoracique est peu contributive et la tomodensitométrie lui est préférée. La fibroscopie bronchique, en permettant la réalisation de biopsies, est utilisée en routine. L'échoendoscopie bronchique permet d'évaluer l'envahissement local.

## Traitement
En cas de sténose, la bronchoscopie rigide permet la désobstruction de la lumière trachéale avec au besoin la mise en place d'une prothèse. La chirurgie (résection-anastomose de trachée) est réservée aux tumeurs à un stade localisé, sans envahissement ganglionnaire ni des organes adjacents. Dans les tumeurs malignes, la radiothérapie est souvent utilisée.